# 장흥 이씨
장흥 이씨(長興李氏)는 전라남도 장흥군을 본관으로 하는 한국의 성씨이다. 시조는 조선에서 문과에 급제해 정언(正言)을 지낸 이원성(李元成)이다.

## 참고 자료
- “장흥이씨(長興李氏)”. 뿌리를 찾아서.[깨진 링크(과거 내용 찾기)]